# Daïra de Zeribet El Oued
La daïra de Zeribet El Oued est une daïra d'Algérie située dans la wilaya de Biskra et dont le chef-lieu est la ville éponyme de Zeribet El Oued.

## Communes
La daïra est composée de quatre communes :Zeribet El Oued, El Mizaraa, El Feidh et Khenguet Sidi Nadji.